# Ам Энде, Карл Фридрих
Карл Фридрих ам Энде (нем. Karl Friedrich am Ende; 25 июня 1756, Харлинген, Фрисландия — 10 февраля 1810, Вена) — австрийский фельдмаршал-лейтенант. Участник Революционных и Наполеоновских войн.

## Биография
Карл Фридрих ам Энде происходил из бременской ветви семьи ам Энде. Его отец Иоганн Дитрих (1714—1803) при его рождении был офицером на голландской службе. В том же году, в начале Семилетней войны, он перешёл в прусскую армию. Его мать, Катарина Софи (1715—1802), урождённая Елин, была дочерью чиновника из Ансбаха и женой голландского офицера в первом браке. Среди шести детей супругов Карл Фридрих был единственным из их четырёх сыновей, достигшим совершеннолетия. Карл Фридрих вступил в 47-й австрийский пехотный полк в качестве кадета в 1773 году. В чине прапорщика он участвовал в войне за баварское наследство. В 1783 году был переведён в 9-й австро-голландский полк графа фон Клерфайта в чине унтер-лейтенанта. В 1784 году фельдмаршал-лейтенант Франсуа Клерфэ выбрал его адъютантом.
В 1788 году полк участвовал в Русско-турецкой войне, сначала под верховным командованием Эрнста Лаудона, затем принца Кобурга. Получив звание первого лейтенанта, Карл Фридрих привлёк внимание императора Иосифа II в бою при Мехадии в Банате 28 августа 1789 года своими особыми достижениями в качестве адъютанта Клерфайта, и тот в день битвы произвёл его в капитаны. В 1791 году полк вернулся в Нидерланды, где Австрия незадолго до этого подавила восстание бельгийских патриотов. В апреле 1792 года, после объявления войны Франции, в Нидерландах начались боевые действия Войны первой коалиции, в которых Карл Фридрих принимал постоянное участие. Главнокомандующий, принц Кобургский, вспомнил о нём в конце и назначил его своим флигель-адъютантом в конце 1792 года. В августе 1793 года Карл Фридрих был произведен в майоры и стал командиром батальона в Нижнерейнском вольном полку Грюн-Лаудон.
В марте 1798 года полк был переведён в Ровиго в новоприобретённом Венето. Когда в июне 1798 года полк был разделён на два самостоятельных батальона, Ам Энде принял командование одним из них в звании подполковника. В марте 1799 года началась Война второй коалиции, в ходе которой Ам Энде участвовал в блокаде и завоевании Генуи с 8 мая по 15 июня 1800 года. Он отличился, был назначен командиром полка, сформированного из полка Грин-Лодона, который сохранил № 3 и теперь назывался Ам Энде. В сентябре 1800 года по просьбе фельдцейхмейстера Франца Иосифа Кинского он был произведён в полковники и получил в командование полк Кинского, в котором началась карьера Ам Энде.
Люневильский мир привёл к возвращению полка на базу в Прагу. Там в конце 1803 года, на 30-летие службы, он получил автоматическое возведение в баронство, которое, однако, не принял к сведению. В короткой Войне третьей коалиции ам Энде участвовал лишь однажды, в ноябре 1805 года, под пристальным вниманием верховного главнокомандующего, эрцгерцога Карла. В том бою ам Энде был настолько успешен, что Карл сразу же присвоил ему звание генерал-майора. Во время Войны четвёртой коалиции он наблюдал за богемской границей из Сааза. Через десять дней после поражения прусских войск при Йене и Ауэрштедте, 24 октября 1806 года он сообщил, что «более 10 000 прусских дезертиров» прибыли в страну.
В апреле 1809 года Карл Фридрих оказался во главе наблюдательного корпуса в северной Богемии. Появление герцога Фридриха Вильгельма Брауншвейгского привело к расширению театра военных действий. Когда 9 июня 1809 года Энде пересек границу Саксонии, он стал известен всей Германии благодаря патриотическому воззванию к саксонцам. В своей прокламации он призвал их «больше не бороться за порабощение и угнетение немецкого отечества» и обратился к ним с призывом: «Используйте эту возможность, чтобы показать себя истинными немцами. Присоединяйтесь к справедливому делу моего монарха, боритесь за свободу и независимость Германии!». Хотя его солдаты были радостно встречены в Дрездене и Лейпциге, желаемого народного восстания не произошло. К моменту заключения Зноймского перемирия в середине июля 1809 года Энде занял Дрезден и часть Саксонии. Ам Энде выполнил свою задачу без разрушений, пожаров, беспорядков, репрессий и тяжелых боев. Его войска понесли очень мало потерь. После эвакуации Саксонии в конце июля до Шёнбруннского мира в октябре он оставался в Северной Богемии, где командовал кордоном от Теплица вдоль саксонской границы.
Общественное мнение разделилось по поводу его военных действий, которые в итоге были очень щадящими. Но император принял его в декабре и назначил фельдмаршал-лейтенантом и командиром дивизии в Вене. Осматривая в феврале 1810 года госпиталь для больных тифом, он заразился и через несколько дней умер. Был похоронен на местном кладбище Верингер.